# Centro de Educação Tecnológica do Amazonas
O Centro de Educação Tecnológica do Amazonas (CETAM) é uma autarquia do Governo do Estado presente em todos os 62 municípios do Amazonas por meio de parcerias com instituições de natureza pública federal, estadual e municipal, com o setor empresarial, organizações não-governamentais e outras entidades. Promove a educação profissional nos níveis básico, técnico e tecnológico, tendo alcançado a marca de mais de 1 milhão de pessoas qualificadas. Em 2018 recebeu, no Rio de Janeiro, o troféu Empresa Brasileira do ano de 2018, na categoria Educação Profissional. Em fevereiro de 2021, os seus alunos reiniciaram as aulas de forma remota, por causa das restrições sanitárias da pandemia, após o lançamento de um Guia Metodológico.

## História

### 2003–2013
Em julho de 2003 no governo de Eduardo Braga, em plena expansão do Polo Industrial de Manaus, o CETAM foi criado pela Lei Lei 2.816 como uma Autarquia integrante da Administração Indireta do Poder Executivo para ser a responsável de oferecer o ensino profissionalizante no Estado. O Instituto Benjamin Constant, e as Escolas de Educação Profissional Padre Estelio Dalison e Moysés Benarrós Israel (Itacoatiara) foram integrados ao patrimônio da autarquia.
Em setembro de 2004, foi inaugurada sua unidade voltada ao oferecimento de cursos na área de Segurança, Ambiente e Saúde. A Escola de Formação Profissional Enfermeira Sanitarista Francisca Saavedra está Localizada no bairro Colônia Oliveira Machado e faz parte da Rede de Escolas Técnicas do Sistema Único de Saúde. Em junho de 2006 foi criada a Escola de Educação Profissional a Distância CETAM-EAD. A unidade descrentalizada é responsável pela oferta de cursos nas modalidades à distância e já profissionalizou em uma década cerca de 16.000 cidadãos no interior do Estado.
Em agosto de 2008 foi inaugurada a unidade em Tefé - Escola de Educação Profissional José Marcio Ayres, atendendo cerca de 1.165 alunos. Em setembro do mesmo ano, o município de Itacoatiara também foi contemplado com a entrega da Escola de Educação Profissional Moysés Benarrós Israel. Até então as aulas estavam ocorrendo em escolas da rede estadual e da Universidade do Estado do Amazonas.
Em fevereiro de 2010 foi reinaugurada a Escola de Educação Profissional Padre Estelio Dalison. Localizada no bairro São Jorge, o prédio foi totalmente reconstruído e entregue para atender à crescente procura das adjacências por qualificação profissional. Em 2012, potencializou a oferta de cursos de idiomas em vistas da Copa do Mundo FIFA de 2014. Em 2013 realizou uma Corrida Comemorativa em alusão aos dez anos de atividade no Amazonas contando com a presença de ex-alunos, instrutores, colaboradores e a sociedade em geral. O evento arrecadou duas toneladas de alimentos não perecíveis que foram doados à instituições carentes
 Foi realizado um concurso para escolher uma marca em comemoração aos 10 anos de atividade.

### 2014–presente
Em 2014 foi realizado o primeiro concurso público do CETAM. O certame ocorreu no dia 03 de agosto e mais de 6 mil candidatos realizaram a prova para provimento de cargos em Manaus, Itacoatiara, Tabatinga e Tefé. Em 2015 inaugurou sua sede administrativa no bairro Dom Pedro. Em julho, comemorou o jubileu de 15 anos contando com a presença de diretores de unidades, gerentes/representantes, profissionais das unidades do interior do Estado que vieram especialmente para a ocasião. A reunião administrativo-pedagógica também foi marcada para estabelecer o alinhamento de ações.
Em 2016 firmou parceria com a CDL Manaus para ministrar cursos Universidade de Tecnologia do Varejo (UTV)
Em 2017, durante uma sessão destinada a homenagear os 50 anos de implantação da Superintendência da Zona Franca de Manaus, a autarquia foi citada como um dos legados da expansão do Polo Industrial de Manaus. Em maio de 2018, durante o evento Brazil Quality Summit, o CETAM recebeu no Rio de Janeiro o troféu Empresa Brasileira do ano de 2018, na categoria Educação Profissional. Em junho a autarquia comemorou a marca de 310 cursos lançados e sendo oferecidos em todos os municípios do Estado.
Em parceria com o Ministério da Saúde, ofereceu cursos para capacitar profissionais do SUS no Amazonas.
Retomou parceria Fundação Amazonas Sustentável (FAS), onde oferece cursos de formação profissional em áreas de atuação da FAS, para contribuir com o fortalecimento social dos Núcleos de Conservação e Sustentabilidade..
Em maio de 2018 abriu seleção de instrutores para programas federais, com objetivo de selecionar profissionais para desempenhar atividades nos programas federais Pronatec e Projeto Itinerário do Saber, executados pelo CETAM no Amazonas Em 2019, firmou parcerias para ofercer cursos de Português para Estrangeiros para haitianos e venezuelanos. Em dezembro de 2020, a direção do CETAM esteve em Brasília em busca de captação de recursos federais, pois espera até 2022 oferecer 300 mil vagas em todos os munícipios do Amazonas.
Em fevereiro de 2021 organizou pela primeira vez uma cerimônia on-line. Os formandos da área de saúde aderiram à antecipação de conclusão de curso para darem reforço ao combate da COVID-19. Em outubro de 2021 foi inaugurada a nova unidade do CETAM: a primeira escola de educação pública profissional construída na Zona Norte de Manaus: o CETAM Galiléia.

## Escolas na Capital
- Instituto Benjamin Constant
- Escola de Formação Profissional Enfermeira Sanitarista Francisca Saavedra
- Escola de Educação Profissional Padre Estelio Dalison
- Escola de Educação Profissional a Distância (Cetam EaD)
- Cetam Digital (Cedig)
- Centro de Educação Profissional e Tecnológica do Amazonas - Unidade Galiléia
- Centro Cultural Aníbal Beça

## Escolas no Interior
- Itacoatiara - Escola de Educação Profissional Moysés Benarrós Israel
- Tabatinga - Centro de Treinamento Profissional Alto Solimões (CTP-SOL)
- Tefé - Escola de Educação Profissional José Márcio Ayres
- Maués - Escola de Educação Profissional - Unidade Maués
- Benjamin Constant - Escola de Educação Profissional - Unidade Benjamin Constant

### Demais Núcleos de Ensino
Além das unidades próprias o Cetam mantém a oferta de educação profissional em todos os municípios do interior do Amazonas, por meio de parcerias  com as Prefeituras Municipais, com a Secretaria de Estado da Educação e Desporto (Seduc) e/ou com a Universidade do Estado do Amazonas (UEA).